# Ordoño IV de León
Ordoño IV de León, llamado el Malo (c. 925-Córdoba, 962 o 963), fue un rey de León entre 958 y 960, hijo de Alfonso IV y de la reina Onneca Sánchez de Pamplona.

## Biografía
Hijo de Alfonso IV y sobrino de Ramiro II, después de la muerte de Ordoño III (951-956), y en medio de graves luchas civiles, fue elegido rey por los nobles leoneses que expulsaron del trono a su primo Sancho I (956-958; 960-966).
Casi no se sabe nada de su mandato, ya que fue muy breve. Según el historiador Manuel Carriedo Tejedo:

Nunca pretendió la corona en la que fue colocado por las intrigas y manejos del que luego sería su suegro, el conde Fernán González. Se sintió incapaz de hacer frente a sus enemigos, huyendo continuamente y acabando sus días en Córdoba, implorando sumisamente un ejército con el que hacer frente a su primo Sancho. Su proceder mereció de D. Pelayo el calificativo de malum, que después pasó a la posteridad.

A lo largo del año 959, según llegaban noticias de que Sancho I se aproximaba a León junto con el ejército cordobés, se refugió en Asturias. Hacia el 961 consiguió cobijo en Burgos, pero también tuvo que marchar de allí y abandonar a su mujer en dicha localidad al perder el favor de su suegro, el conde Fernán González, que había jurado vasallaje a Sancho. Buscó en vano el respaldo del califa Abderramán III, que había devuelto el trono leonés a su rival Sancho; el califa falleció en octubre del 961 y Ordoño tuvo que tratar con su hijo y sucesor, Alhakén II. Finalmente se entregó al general Galib en Medinaceli quien lo llevó a Córdoba donde falleció a lo largo de los años 962 o 963. Tras su muerte, sus restos fueron llevados a León donde recibieron sepultura en la iglesia de San Salvador de Palat del Rey.

## Matrimonio
Contrajo matrimonio alrededor del año 958 con Urraca Fernández, viuda del rey Ordoño III de León e hija del conde Fernán González de Castilla y Sancha de Pamplona. Según la Crónica de Sampiro, nacieron dos hijos de dicho matrimonio —filiis duobus— uno de los cuales, llamado García, fue entregado como rehén por su padre al califa Alhakén II cuando viajó a Córdoba a firmar un tratado de amistad. 
| Predecesor: Sancho I | Rey de León 958-960 | Sucesor: Sancho I |